# Giorgio Conte (Sänger)

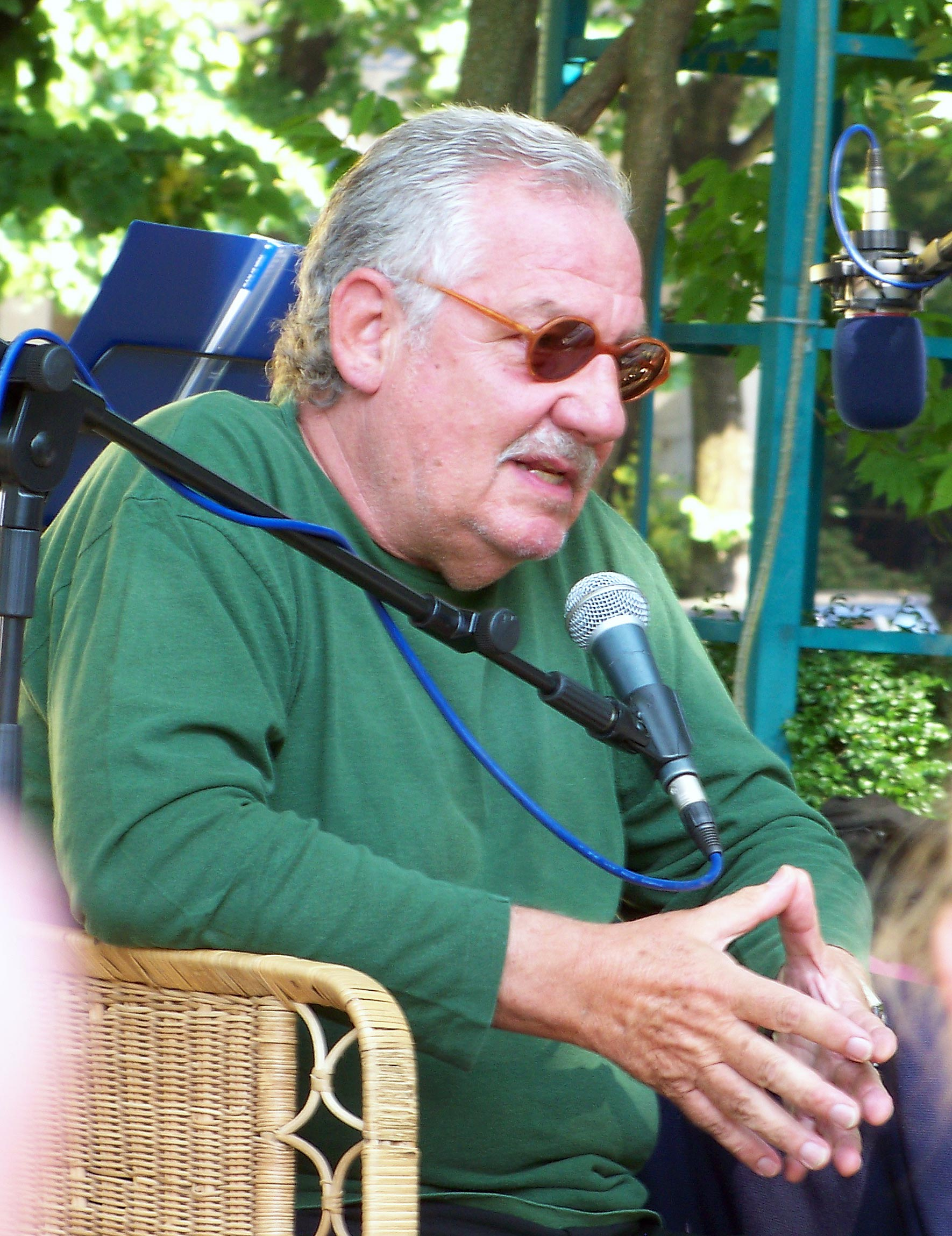
Giorgio Conte (2009)

Giorgio Conte (* 23. April 1941 in Asti) ist ein italienischer Cantautore (Liederdichter) und Komponist. Er ist der jüngere Bruder von Paolo Conte.

## Leben
Die ersten musikalischen Erfahrungen machten die beiden Brüder in der gleichen Band mit Giorgio am Schlagzeug und Paolo am Vibraphon. Kurz danach trennten sich ihre Wege und Giorgio begann für zahlreiche italienische Interpreten zu komponieren wie etwa Mia Martini (Agapimu), Equipe 84 (Una giornata al mare), Rosanna Fratello (Non sono Maddalena) und Gipo Farassino (La mia gente, Girano).
Als Sänger begann er 1983 mit dem Album Zona Cesarini, dem 1987 L’erba di San Pietro folgte; er schrieb jedoch weiterhin in erster Linie für andere Künstler wie Ornella Vanoni,  Mina (Tir und Il plaid) und Francesco Baccini (Qua qua quando und La giostra di Bastian). Als Songwriter und Sänger begleitete er Loretta Goggi (Fuori ci sono i lupi) und Rossana Casale (Davvero propizio il giorno per il Toro e il Capricorno). Gleichzeitig engagierte er sich in Rundfunkprogrammen und am Theater.
So wie sein Bruder arbeitete auch er in einer Anwaltskanzlei, bis er sich 1993 ganz der Musik widmete. Seitdem war er vor allem im europäischen Ausland unterwegs, wo er zahlreiche Konzerterfolge hatte. Er kehrte erst 1999 wieder nach Italien zurück. Conte veröffentlichte eine Reihe von erfolgreichen Platten und tritt regelmäßig in verschiedenen europäischen Ländern sowie Kanada auf.

## Diskografie (Auswahl)
Studioalben
- Zona Cesarini (1983)
- L’erba di S. Pietro (1987)
- Giorgio Conte (1993)
- La vita fosse (1997)
- Eccomi qua… (1999)
- L’ambasciatore dei sogni (2000)
- Il contestorie (2003)
- C.Q.F.P. (2011)
- Cascina Piovanotto (2014)
- Sconfinando (2017)